# E-texto
Um e-texto, ou texto digital (de "electronic text") é, geralmente, qualquer informação sob a forma de texto disponível em um formato codificado digitalmente inteligível pelo homem e criado por meios eletrônicos, mas mais especificamente refere-se a arquivos em formato texto ASCII.
E-textos tornaram-se populares graças às funcionalidades acrescentadas (como busca dentro do texto) e fácil portabilidade. Computadores de tipo Hand-held (como os PDAs) permitem o armazenamento de grande número de e-textos. Esses dispositivos também permitem a leitura do e-texto em viagem mais comodamente do que sob a forma de diversas folhas de papel.
E-textos são criados pelo Projeto Gutenberg e pelas várias outras bibliotecas digitais.